# Adas Juškevičius
Adas Juškevičius (Kaunas, 3 de janeiro de 1989) é um basquetebolista profissional lituano que atualmente defende o Lietkabelis. O atleta possui 1,94m de altura e atua na posição armador.